# Chronozóna
Chronozóna je soubor hornin vzniklý kdekoliv na světě v daném časovém intervalu, který odpovídá jiné formální stratigrafické jednotce.
Například v biostratigrafii definovaná biozona, se v biochronozoně uvádí stejným vlastním jménem.Tato
chronozona pak obsahuje všechny sedimentární horniny, které se usazovaly v období biozóny. Totéž platí pro jednotky litostratigrafické, magnetostratigrafické apod. Chronozona je jednotka nezávislá na chronostratigrafické hierarchii (eonotém, eratém, útvar, oddělení a stupeň) a jako svůj geochronologický ekvivalent má jednotku chron. Dříve byla chápána jako nejnižší chronostratigrafická jednotka. V současnosti spadá do kategorie nehierarchických chronostratigrafických jednotek. V poslední době je tendence užívat jako nejnižší chronostratigrafickou jednotku podstupeň (např. v triasu).

## Chronozona nebo chron
Jsou to termíny používané pro časový interval ve chronostratigrafii, definované událostmi jako jsou geomagnetické změny (magnetozony) nebo založené na přítomnosti specifických fosilií (biozona nebo biochronozona). Podle Mezinárodní komise pro stratigrafii se termín chronozona vztahuje k horninám vytvořeným během určitého časového období, zatímco chron se vztahuje k tomuto časovému období. Identifikace a přijetí chronozon jako užitečných znaků nebo jako měřítka času v geologickém záznamu není hierarchické, protože chronozony nemusejí odpovídat geografickým nebo geologickým hranicím, ani být stejně dlouhé (přes časové omezení, které je definováno jako menší než geologický stupeň). Dřívější používání bylo hierarchické v tom, že Harland a další (1989) používali termín "chronozona" pro čas menší než faunální stupeň definovaný v biostratigrafii. ICS toto používání nahradila. Klíčovým faktorem při určování mezinárodně přijaté chronozony je, zda celkové rozšíření fosilií je jasné, jednoznačné a rozšířené. Některé přijaté chronozony obsahují jiné a některé větší chronozony byly přijaty a zahrnují kompletní geologické časové jednotky, a to jak velké a malé. Například chronozona pliocen je podskupina chronozony neogenu a chronozona pleistocen je podskupinou chronozony kvartéru.

## Pojmenování
Název chronozóny se volí podle jednotky z níž byla odvozena. Obvykle odpovídá biostratigrafické zóně (např. chronozóna Exus albus), může však zahrnovat i časový úsek vymezený např. existencí ammonitů, může zahrnovat i časový úsek odpovídající litostratigrafické jednotce či magnetostratigrafické zóně polarity. Toto příliš široké pojetí chronozóny je v rozporu s evropskou stratigrafickou praxí a bude zřejmě ještě předmětem diskusí. Geografický rozsah chronozóny je světový. Je ovšem rozlišitelná jen tam, kde je přítomen znak či fosilní druh na jehož základě byla definována.